# 1853年の相撲
1853年の相撲（1853ねんのすもう）は、1853年の相撲関係のできごとについて述べる。

## できごと
この年、マシュー・ペリー率いる黒船が浦賀に来航。江戸相撲の年寄の願いにより、力士が浦賀警備に参加する。4月2日（旧嘉永6年2月24日）、力士たちが海岸で米五斗俵をさし上げたまま歩いて見せ、外人たちを唖然とさせた。その後仮御殿で土俵入りと稽古相撲も披露し、小柳常吉は米国の水兵3人を一時に相手にし、一気に倒したという。

## 興行
- 2月場所（江戸相撲）[2]
  - 興行場所:本所回向院
  - 晴天10日間興行
- 6月場所（大坂相撲）[3]
  - 興行場所:北堀江
- 11月場所（江戸相撲）[4]
  - 興行場所:本所回向院
  - 晴天10日間興行